# Fairmont (Minnesota)
Fairmont és una població dels Estats Units a l'estat de Minnesota. Segons el cens del 2000 tenia 10.889 habitants.

## Demografia
Segons el cens del 2000, Fairmont tenia 10.889 habitants, 4.702 habitatges, i 2.962 famílies. La densitat de població era de 288,6 habitants per km².
Dels 4.702 habitatges en un 28,6% hi vivien nens de menys de 18 anys, en un 51% hi vivien parelles casades, en un 9,3% dones solteres, i en un 37% no eren unitats familiars. En el 33,2% dels habitatges hi vivien persones soles el 16,7% de les quals corresponia a persones de 65 anys o més que vivien soles. El nombre mitjà de persones vivint en cada habitatge era de 2,25 i el nombre mitjà de persones que vivien en cada família era de 2,86.
Per edats la població es repartia de la següent manera: un 24,3% tenia menys de 18 anys, un 6,7% entre 18 i 24, un 24,8% entre 25 i 44, un 23,1% de 45 a 60 i un 21,1% 65 anys o més.
L'edat mediana era de 41 anys. Per cada 100 dones de 18 o més anys hi havia 85,3 homes.
La renda mediana per habitatge era de 33.709 $ i la renda mediana per família de 46.637 $. Els homes tenien una renda mediana de 31.365 $ mentre que les dones 22.447 $. La renda per capita de la població era de 18.658 $. Entorn del 8,6% de les famílies i el 12,7% de la població estaven per davall del llindar de pobresa.

## Poblacions més properes
El següent diagrama mostra les poblacions més properes.